# 伊斯兰·博兹巴耶夫
伊斯兰·梅拉姆别科维奇·博兹巴耶夫（1991年6月11日—），哈萨克斯坦男子柔道运动员，2010年亚洲运动会男子81公斤级银牌得主、2018年亚洲运动会混合团体银牌得主。